# Mistrzostwa Europy w Pływaniu 1950
VII Mistrzostwa Europy w Pływaniu odbyły się w Wiedniu w Austrii w dniach 20-28 sierpnia 1950 roku. Rozegrano zawody w jedenastu konkurencjach pływackich, czterech konkurencjach skoków do wody i turniej piłki wodnej. Klasyfikację medalową wygrała reprezentacja Francji.
Początkowo mistrzostwa miały być rozegrane w Budapeszcie. Jednakże węgierscy organizatorzy nie byli w stanie zapewnić bezpieczeństwa zawodnikom z Europy zachodniej, dlatego zawody zostały przeniesione do stolicy Austrii. Po zmianie miejsca rozgrywek, zawodnicy węgierscy nie przyjechali na zawody, podobnie jak zawodnicy Brytyjscy i Hiszpańscy, czego powodem było rozegranie zawodów w sowieckiej strefie okupacyjnej Wiednia.

## Tabela medalowa
| Miejsce | Państwo    | Złoto | Srebro | Brąz | Razem |
| ------- | ---------- | ----- | ------ | ---- | ----- |
| 1.      | Francja    | 4     | 6      | 2    | 12    |
| 2.      | RFN        | 4     | 2      | 2    | 8     |
| 3.      | Holandia   | 3     | 4      | 3    | 10    |
| 4.      | Szwecja    | 2     | 1      | 2    | 5     |
| 5.      | Dania      | 1     | 1      | 4    | 6     |
| 6.      | Belgia     | 1     | 0      | 0    | 1     |
| 7.      | Austria    | 0     | 1      | 0    | 1     |
| 8.      | Jugosławia | 0     | 0      | 2    | 2     |
| Razem   | Razem      | 16    | 16     | 16   | 48    |

## Wyniki

### Pływanie
Mężczyźni
| Konkurencja:                          | Złoto:                                                                       | Czas    | Srebro:                                                                | Czas    | Brąz:                                                                        | Czas    |
| 100 m stylem dowolnym (szczegóły)     | Alexandre Jany                                                               | 57,7    | Göran Larsson                                                          | 59,4    | Joris Tjebbes                                                                | 1:00,3  |
| 400 m stylem dowolnym (szczegóły)     | Alexandre Jany                                                               | 4:48,0  | Jean Boiteux                                                           | 4:50,1  | Heinz-Günther Lehmann                                                        | 4:51,2  |
| 1500 m stylem dowolnym (szczegóły)    | Heinz-Günther Lehmann                                                        | 19:48,2 | Jean Boiteux                                                           | 19:48,4 | Joseph Bernardo                                                              | 20:06,7 |
| 100 m stylem grzbietowym (szczegóły)  | Göran Larsson                                                                | 1:09,4  | Cornelis Kievit                                                        | 1:09,7  | Boris Škanata                                                                | 1:10,8  |
| 200 m stylem klasycznym (szczegóły)   | Herbert Klein                                                                | 2:38,6  | Maurice Lusien                                                         | 2:40,9  | Bengt Bask                                                                   | 2:43,8  |
| 4 x 200 m stylem dowolnym (szczegóły) | Szwecja Tore Sjunnerholm · Per-Olof Östrand · Olle Johansson · Göran Larsson | 9:06,5  | Francja Willy Blioch · Joseph Bernardo · Jean Boiteux · Alexandre Jany | 9:10,7  | Jugosławia Branko Vidović · Andrej Kvinc · Mislav Stipetić · Marjan Stipetić | 9:12,7  |

Kobiety
| Konkurencja:                          | Złoto:                                                                                            | Czas   | Srebro:                                                           | Czas   | Brąz:                                                                             | Czas   |
| 100 m stylem dowolnym (szczegóły)     | Irma Heijting-Schuhmacher                                                                         | 1:06,4 | Marie-Louise Linssen-Vaessen                                      | 1:07,1 | Greta Andersen                                                                    | 1:07,9 |
| 400 m stylem dowolnym (szczegóły)     | Greta Andersen                                                                                    | 5:30,9 | Irma Heijting-Schuhmacher                                         | 5:31,2 | Colette Thomas                                                                    | 5:37,4 |
| 100 m stylem grzbietowym (szczegóły)  | Hendrika van der Horst                                                                            | 1:17,1 | Gertrud Herrbruck                                                 | 1:17,8 | Greet Galliard                                                                    | 1:17,9 |
| 200 m stylem klasycznym (szczegóły)   | Raymonda Vergauwen                                                                                | 3:00,1 | Elisabeth Bonnier                                                 | 3:01,8 | Jannie de Groot                                                                   | 3:02,2 |
| 4 x 100 m stylem dowolnym (szczegóły) | Holandia Ann Masser · Hannie Termeulen · Irma Heijting-Schuhmacher · Marie-Louise Linssen-Vaessen | 4:33,9 | Dania Greta Olsen · Ulla Madsen · Mette Petersen · Greta Andersen | 4:43,1 | Szwecja Marianne Lundquist · Gisela Tidjolm · Ingedard Fredin · Elisabeth Ahlgren | 4:44,7 |

### Skoki do wody
Mężczyźni
| Konkurencja:                       | Złoto:        | Wynik  | Srebro:       | Wynik  | Brąz:               | Wynik  |
| Skoki z trampoliny 3 m (szczegóły) | Hans Aderhold | 183,68 | Guy Hernandez | 174,66 | Werner Sobeck       | 167,88 |
| Skoki z wieży 10 m (szczegóły)     | Günther Haase | 158,13 | Werner Sobeck | 141,54 | Thomas Christiansen | 140,94 |

Kobiety
| Konkurencja:                       | Złoto:                       | Wynik  | Srebro:                      | Wynik  | Brąz:                | Wynik  |
| Skoki z trampoliny 3 m (szczegóły) | Marie-Madeleine Moreau       | 155,58 | Nicole Péllissard-Darrigrand | 140,64 | Birte Christoffersen | 129,64 |
| Skoki z wieży 10 m (szczegóły)     | Nicole Péllissard-Darrigrand | 85,67  | Alma Staudinger              | 82,38  | Birte Christoffersen | 82,31  |

### Piłka wodna
| Konkurencja:                 | Złoto:   | Srebro: | Brąz:      |
| Turniej mężczyzn (szczegóły) | Holandia | Szwecja | Jugosławia |